# Гебхард IX фон Кверфурт
Гебхард IX фон Кверфурт (на немски: Gebhard IX von Querfurt; † 1316) от фамилията на графовете Кверфурти на род Мансфелд е господар на Кверфурт.
Toy e син на Герхард II фон Кверфурт († сл. 1300) и съпругата му Луитгард фон Регенщайн († сл. 1274), дъщеря на граф Улрих I фон Регенщайн († 1265/1267) и графиня Лукард фон Грибен († 1273/1280). Внук е на бургграф Гебхард V фон Кверфурт († 1240) и съпругата му фон Вернигероде. Брат е на Бруно III фон Кверфурт († 1367), господар на Кверфурт-Наумбург, и Бруно фон Наумбург († ок. 1304), епископ на Наумбург (1285 – 1304). Сестра му Луитгард/Лукардис фон Кверфурт († 1294) се омъжва за граф и бургграф Фридрих VI фон Байхлинген († 1313).

## Фамилия
Гебхард IX фон Кверфурт се жени за дъщеря na Лудвиг фон Хакеборн († 1298) и София фон Анхалт-Цербст († 1290), дъщеря на княз Зигфрид фон Анхалт-Цербст († 1298) и принцеса Катарина (Ериксдотер/Биргерсдотер) от Швеция († 1289), сестра на шведския крал Валдемар (упр. 1250 – 1275). Те имат един син:
- Гебхард X фон Кверфурт († 1320)